# Fidélia
Voitures Fidélia war ein französischer Hersteller von Automobilen.

## Unternehmensgeschichte
Das Unternehmen aus Angers begann 1905 mit der Produktion von Automobilen. Der Markenname lautete Fidélia. 1906 endete die Produktion.

## Fahrzeuge
Das einzige Modell war mit einem Dampfmotor mit vier Zylindern ausgestattet. Der Motor war vorne unter einer Motorhaube montiert. Damit ähnelte das Aussehen den damaligen Fahrzeugen mit Benzinmotor. Die Motorleistung wurde über eine Kardanwelle an die Hinterachse geleitet. Der Serpollet-Kessel war im Heck montiert.